# Convento e chiesa di Sant'Antonio
Il Convento e la Chiesa di Sant'Antonio (in portoghese: Convento e Igreja de Santo Antônio) è un complesso di edifici religiosi che si trovano a Recife nello stato di Pernambuco in Brasile. Appartenente all'Ordine Francescano, il complesso degli edifici, insieme al Convento e alla Chiesa, fanno parte della Cappella d'Oro e del Museo Francescano di Arte Sacra.
Il Convento Francescano di San Antonio è uno degli edifici più antichi ancora esistenti nella città di Recife. La sua origine risale al 28 ottobre del 1606, quando i monaci decisero di erigere un convento.